# Oleg Khlevniuk

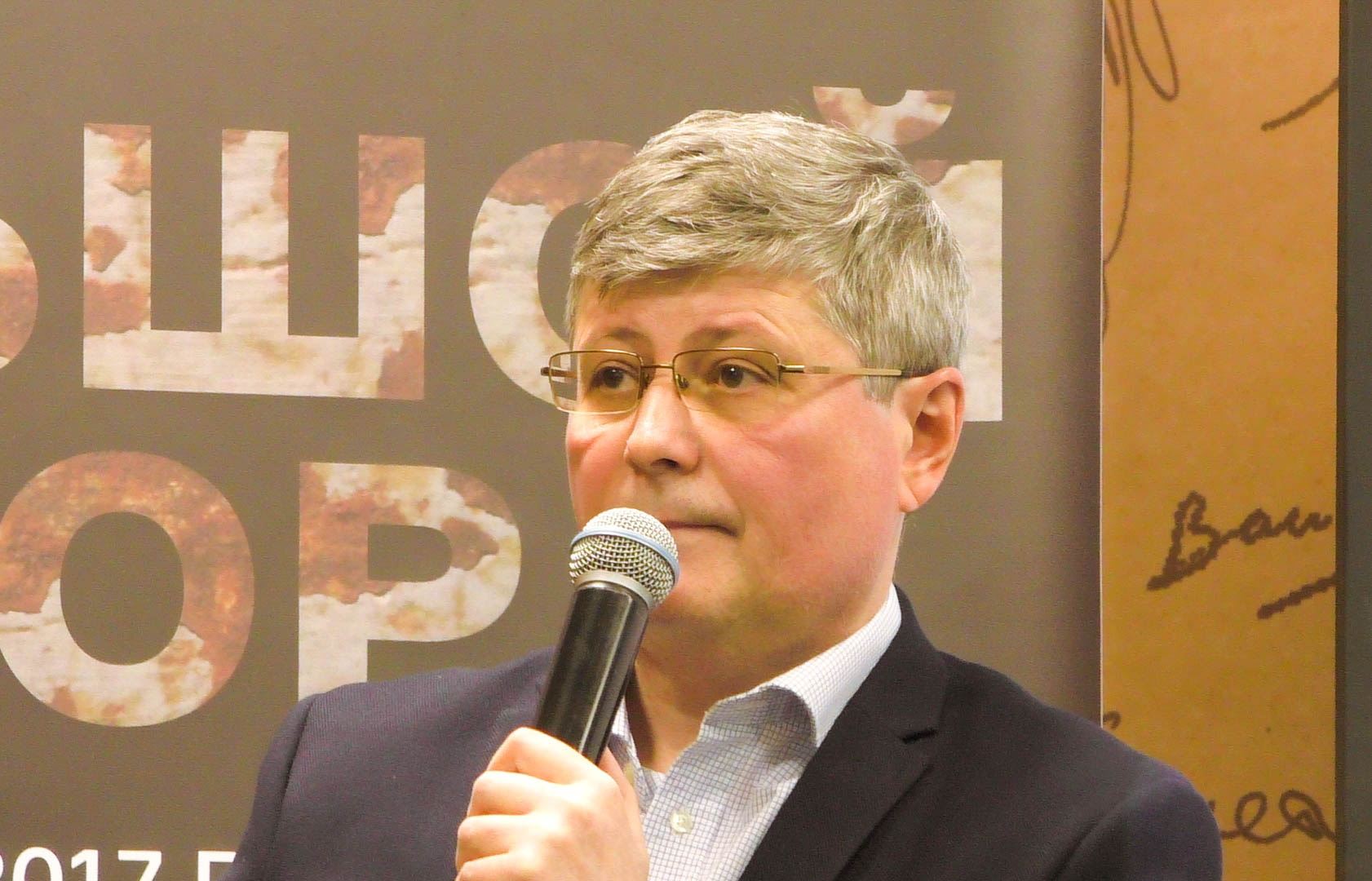
Oleg Khlevniuk em 2017

Oleg Vitalyevich Khlevniuk (russo:  Олег Витальевич Хлевнюк, nascido em 7 de julho de 1959 Vinnytsia, SSR ucraniano) é um historiador e pesquisador sênior do Arquivo Estatal da Federação Russa em Moscou. Grande parte de seus escritos sobre a União Soviética stalinista é baseada em documentos de arquivo recém-divulgados, incluindo correspondência pessoal, rascunhos de documentos do Comitê Central, novas memórias e entrevistas com ex-funcionários e famílias de membros do Politburo. Gleb Pavlovsky o caracterizou como um "principal historiador russo do stalinismo". Ele também é membro correspondente da Royal Historical Society.

## Trabalhos
- The History of the Gulag, publicado originalmente em russo.
- Cold Peace: Stalin and the Soviet Ruling Circle, 1945–1953[3]
- The role of Gosplan in economic decision-making in the 1930s
- In Stalin's Shadow: The Career of "Sergo" Ordzhonikidze
- Master of the House: Stalin and His Inner Circle
- Stalin: New Biography of a Dictator[4]

## Prêmio
Khlevniuk recebeu o Prêmio Alexander Nove (com Yoram Gorlizki) pela Associação Britânica de Estudos Eslavos e do Leste Europeu 2004 pelo livro Cold Peace: Stalin and the Soviet Ruling Circle, 1945-1953. Em 2016, a Pushkin House UK reconheceu seu Stalin: New Biography of a Dictator como "o melhor livro russo em tradução para o inglês" daquele ano.